# 黒川村 (岐阜県)
黒川村（くろかわむら）は、かつて岐阜県加茂郡にあった村。
現在の加茂郡白川町の南東部であり、黒川（白川支流）沿いの地域である。

## 歴史
- 江戸時代末期 - この地域は美濃国加茂郡であり、苗木藩であった。
- 1889年（明治22年）7月1日 - 町村制により加茂郡黒川村が発足。
- 1956年（昭和31年）9月30日 - 白川町、佐見村、黒川村、蘇原村が合併して白川町が発足。

## 教育

### 小学校
- 黒川村立東小学校（後の白川町立黒川東小学校。1971年に黒川中小学校、黒川西小学校と統合。現・白川町立黒川小学校）
- 黒川村立中小学校（後の白川町立黒川中小学校。1971年に黒川東小学校、黒川西小学校と統合。現・白川町立黒川小学校）
- 黒川村立西小学校（後の白川町立黒川西小学校。1971年に黒川東小学校、黒川中小学校と統合。現・白川町立黒川小学校）

### 中学校
- 黒川村立黒川中学校（現・白川町立黒川中学校）

## 名所・旧跡
- 白幡神社
- 佐久良太神社
- 豊川寺
- 黒川の東座